# Liste der Baudenkmäler in Erlangen-Kosbach
In der Liste der Baudenkmäler in Kosbach sind die Baudenkmäler im Erlanger Ortsteil Kosbach aufgelistet. Zu diesen Baudenkmälern gibt es auch eine Bildersammlung.
Diese Liste ist eine Teilliste der Liste der Baudenkmäler in Erlangen. Grundlage der Liste ist die Bayerische Denkmalliste, die auf Basis des bayerischen Denkmalschutzgesetzes vom 1. Oktober 1973 erstmals erstellt wurde und seither durch das Bayerische Landesamt für Denkmalpflege geführt und aktualisiert wird. Die folgenden Angaben ersetzen nicht die rechtsverbindliche Auskunft der Denkmalschutzbehörde.

## Baudenkmäler
| Lage                                                                         | Objekt                    | Beschreibung | Akten-Nr.                         | Bild                 |
| ---------------------------------------------------------------------------- | ------------------------- | --- | --------------------------------- | -------------------- |
| Am Deckersweiher 4 (Standort)                                                | Ehemaliges Forsthaus      | Sandsteinquaderbau, mit Halbwalmdach, 1741 Mit Stadel, gleichzeitig                                                                                           | D-5-62-000-884 Wikidata           | Ehemaliges Forsthaus |
| Am Deckersweiher 24 (Standort)                                               | Nützel-Oberle-Hof         | Gutshaus, zweigeschossiger Sandsteinquader-/Putzbau, drittes Viertel 19. Jahrhundert Mit Hofeinfahrt, Sandsteinsäulen, 19. Jahrhundert                        | D-5-62-000-885 Wikidata           | weitere Bilder       |
| Am Deckersweiher 26 (im Wirtschaftsgarten des Gasthauses Polster) (Standort) | Polstermarter             | Pfeilerbildstock, 17./18. Jahrhundert | D-5-62-000-1001 Wikidata          | weitere Bilder       |
| Hechtweg 8 (im Garten) (Standort)                                            | Marter auf dem Bergle     | Säulenbildstock, 18. Jahrhundert | D-5-62-000-1002 Wikidata          | weitere Bilder       |
| Hegenigstraße / Am Deckersweiher (Standort)                                  | Nützelmarter              | Säulenbildstock, 1803 errichtet | D-5-62-000-1003 Wikidata          | weitere Bilder       |
| Hegenigstraße 8 (im Garten) (Standort)                                       | Bildstock                 | Säulenbildstock, bezeichnet „1691“ Daneben Steinkreuz, nachmittelalterlich                                                                                    | D-5-62-000-977 Wikidata           | weitere Bilder       |
| Hegenigstraße 16 (Standort)                                                  | Wegkreuz                  | Gusseisenkreuz auf Steinsockel, zweite Hälfte 19. Jahrhundert                                                                                                 | D-5-62-000-976                    | Wegkreuz             |
| Reitersbergstraße 20 (Standort)                                              | Fachwerkstadel            | 18. Jahrhundert | D-5-62-000-887 Wikidata           | Fachwerkstadel       |
| Reitersbergstraße 21 (Standort)                                              | Kosbacher Stad’l          | Ehemalige Wellerscheune, alter Teil Fachwerkbau, Sockelstein bezeichnet „1821“                                                                                | D-5-62-000-886 Wikidata           | weitere Bilder       |
| Reitersbergstraße 21 (Standort)                                              | Hofeinfahrt               | Barock | D-5-62-000-886 zugehörig Wikidata | Hofeinfahrt          |
| Reitersbergstraße 21 (Standort)                                              | Rote Marter/Schöne Marter | 15. Jahrhundert (überliefert 1524 und 1534); 1999 vom Weg zwischen Kosbach und Untermembach (Gemeinde Heßdorf, Landkreis Erlangen-Höchstadt) hierher versetzt | D-5-62-000-886 zugehörig Wikidata | weitere Bilder       |